# 原発いらない人びと
原発いらない人びと（げんぱついらないひとびと）は、かつて存在した日本の政党（政治団体）。反原発・反核を主な政策とした。略称は「いらない人びと」。

## 沿革
1986年のチェルノブイリ原子力発電所事故から原子力発電に不信感を持った市民により結成される。
第15回参議院議員通常選挙では作家の今野敏など10名が立候補するも全員落選した。
1992年にちきゅうクラブやみどりといのちのネットワークなどの他の環境政党とともに希望を結成したことにより解散。